# Paul Wekesa
Paul Wekesa, né le 2 juillet 1967 à Nairobi, est un joueur de tennis professionnel kényan, qui a surtout brillé en double.

## Biographie
Il a remporté trois titres ATP en double et a atteint la demi-finale de l'Open d'Australie. Il a décroché une médaille de bronze aux Jeux panafricains 1987. C'est le seul joueur kényan à avoir atteint le top 100 en simple. Il est récompensé par le titre Hall of Fame 2007 lors de la nomination des personnalités sportives de l'année au Kenya.

## Palmarès

### Titres en double messieurs
| No | Date       | Nom et lieu du tournoi                     | Catégorie    | Dotation  | Surface         | Partenaire    | Finalistes                    | Score    |  |
| -- | ---------- | ------------------------------------------ | ------------ | --------- | --------------- | ------------- | ----------------------------- | -------- |  |
| 1  | 10-10-1988 | Tournoi de tennis de Tel Aviv Tel Aviv     |              | 95 000 $  | Dur (ext.)      | Roger Smith   | Patrick Baur Alexander Mronz  | 6-3, 6-3 |  |
| 2  | 10-04-1989 | Seoul Open Séoul                           |              | 93 400 $  | Dur (ext.)      | Scott Davis   | John Letts Bruce Man-Son-Hing | 6-2, 6-4 |  |
| 3  | 04-11-1991 | Tournoi de tennis de Birmingham Birmingham | World Series | 450 000 $ | Moquette (int.) | Jacco Eltingh | Ronnie Båthman Rikard Bergh   | 7-5, 7-5 |  |

### Finales en double messieurs
| No | Date       | Nom et lieu du tournoi                  | Catégorie    | Dotation  | Surface      | Vainqueurs                 | Partenaire      | Score         |  |
| -- | ---------- | --------------------------------------- | ------------ | --------- | ------------ | -------------------------- | --------------- | ------------- |  |
| 1  | 24-04-1989 | Epson Super Tennis Tournament Singapour |              | 150 000 $ | Dur (ext.)   | Rick Leach Jim Pugh        | Paul Chamberlin | 6-3, 6-4      |  |
| 2  | 30-07-1990 | Volvo Tennis Los Angeles                | World Series | 225 000 $ | Dur (ext.)   | Scott Davis David Pate     | Peter Lundgren  | 3-6, 6-1, 6-3 |  |
| 3  | 22-08-1994 | Croatia Open Umag                       | World Series | 375 000 $ | Terre (ext.) | Diego Pérez Francisco Roig | Karol Kučera    | 6-2, 6-4      |  |

## Résultats en Grand Chelem

### En simple
| Année | Open d'Australie | Open d'Australie | Roland-Garros | Roland-Garros     | Wimbledon | Wimbledon  | US Open  | US Open            |
| ----- | ---------------- | ---------------- | ------------- | ----------------- | --------- | ---------- | -------- | ------------------ |
| 1989  | 2e tour          | Thomas Muster    | -             | -                 | -         | -          | -        | -                  |
| 1990  | -                | -                | -             | -                 | -         | -          | -        | -                  |
| 1991  | -                | -                | -             | -                 | -         | -          | -        | -                  |
| 1992  | -                | -                | -             | -                 | -         | -          | -        | -                  |
| 1993  | -                | -                | -             | -                 | -         | -          | -        | -                  |
| 1994  | 1er tour         | Patrick Rafter   | -             | -                 | -         | -          | -        | -                  |
| 1995  | -                | -                | 1er tour      | Thierry Guardiola | 1er tour  | Tim Henman | 1er tour | Mark Philippoussis |

### En double
| Année | Open d'Australie            | Open d'Australie                 | Roland-Garros         | Roland-Garros                 | Wimbledon                 | Wimbledon                               | US Open               | US Open                         |
| ----- | --------------------------- | -------------------------------- | --------------------- | ----------------------------- | ------------------------- | --------------------------------------- | --------------------- | ------------------------------- |
| 1988  | -                           | -                                | -                     | -                             | -                         | -                                       | 1er tour Roger Smith  | Buff Farrow Greg Van Emburgh    |
| 1989  | 1er tour Roger Smith        | Gary Muller Christo van Rensburg | -                     | -                             | 1er tour Roger Smith      | Jim Courier Pete Sampras                | 2e tour Todd Nelson   | Ken Flach Robert Seguso         |
| 1990  | -                           | -                                | 1er tour Nduka Odizor | Tomas Anzari David Rikl       | 1er tour Nduka Odizor     | Kent Kinnear Brad Pierce                | 1er tour Nduka Odizor | Paul Chamberlin Tim Wilkison    |
| 1991  | -                           | -                                | 2e tour Gilad Bloom   | Grant Connell Glenn Michibata | 1er tour Menno Oosting    | Wayne Ferreira Piet Norval              | 3e tour Libor Pimek   | Scott Davis David Pate          |
| 1992  | Quart de Finale Gilad Bloom | Scott Davis David Pate           | 1er tour Gilad Bloom  | Wayne Ferreira Piet Norval    | 1er tour Girts Dzelde     | Steve DeVries David Macpherson          | 1er tour Roger Smith  | Omar Camporese Goran Ivanišević |
| 1993  | -                           | -                                | -                     | -                             | -                         | -                                       | -                     | -                               |
| 1994  | -                           | -                                | -                     | -                             | -                         | -                                       | -                     | -                               |
| 1995  | -                           | -                                | -                     | -                             | 1er tour Andrew Kratzmann | Marc-Kevin Goellner Ievgueni Kafelnikov | -                     | -                               |